# Bli inte förbannad... du blir bara arg
Bli inte förbannad... du blir bara arg (franska: Ne nous fâchons pas) är en fransk kriminalfilm från 1966 i regi av Georges Lautner.

## Rollista i urval
- Lino Ventura - Antoine Beretto
- Mireille Darc - Églantine Michalon
- Jean Lefebvre - Léonard Michalon
- Michel Constantin - Jeff
- Tommy Duggan - översten
- Robert Dalban - balsameraren